# Medaglia interalleata della vittoria

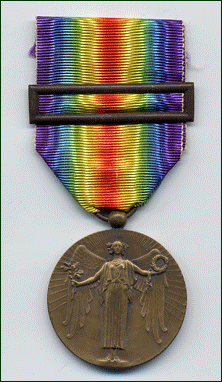
Interalleata portoghese.

La medaglia interalleata (o medaglia della vittoria) fu coniata dai Paesi vincitori della prima guerra mondiale.

## Storia
L'idea della medaglia interalleata nacque da un comitato britannico che nel 1916 era stato incaricato di esaminare la complessiva questione delle medaglie di guerra; nel gennaio 1917 la Gran Bretagna propose a Belgio e Francia la creazione, dopo la guerra, di una medaglia comune.
Il 5 marzo 1918, durante le ostilità, il deputato francese Bouilloux-LaFont presentò una proposta di legge alla Camera dei deputati per creare una "Medaglia Internazionale Commemorativa della Guerra".
Dopo l'armistizio, il 17 dicembre 1918, il deputato A. Lebey presentò un'altra proposta di legge per la creazione di una medaglia commemorativa della vittoria degli alleati.
Il maresciallo Foch propose alla Conferenza di Pace aperta a Parigi nel 1919 l'istituzione di una medaglia commemorativa unica, da conferire tutti i combattenti alleati.
Il Consiglio Superiore degli Alleati raccomandò dunque la creazione di una identica medaglia per tutti i combattenti delle Nazioni Alleate ed Associate.

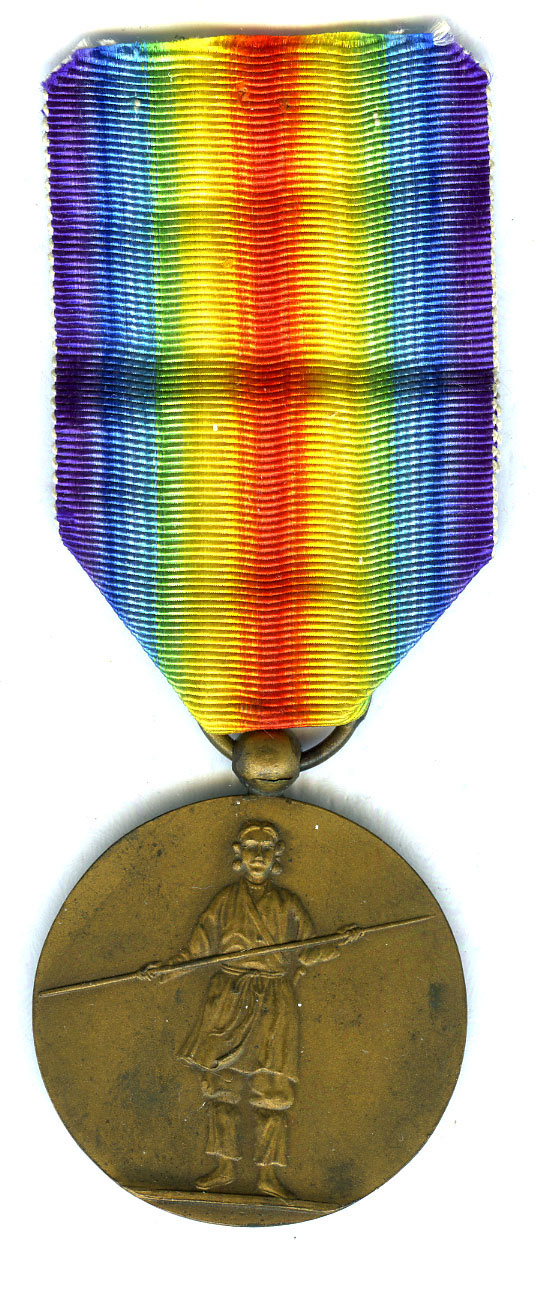
Interalleata giapponese.

Nel 1919 la Commissione Speciale, nominata dall'Assemblea della Pace, deliberò la coniazione di una medaglia per la Grande Guerra, che chiamò "Medaglia della Vittoria", da distribuire secondo le determinazioni di ciascun governo.
Invece di una medaglia identica per tutti ogni paese avrebbe selezionato un artista per crearne una propria versione, per rendere il più possibile simili tra loro le medaglie dovevano però rispettare una serie di specifiche:
- dovevano essere in bronzo, di 36 millimetri di diametro e con il bordo liscio;

- il nastro, identico per tutte le nazioni, doveva presentare i colori di un doppio arcobaleno, a significare l'inizio di una nuova era di pace dopo la tempesta della guerra, con il rosso in mezzo e con filetto bianco agli orli esterni;

- il dritto doveva mostrare l'immagine di una "Vittoria alata" in piedi, su fondo liscio, senza iscrizioni o date; il Giappone ed il Siam, dove la figura della vittoria alata non è culturalmente importante, adottarono altri soggetti.

- il verso doveva recare l'iscrizione "La Grande Guerra per la Civiltà" nella lingua di ogni paese con il nome o l'emblema delle nazioni alleate e associate; quest'ultima indicazione fu seguita da pochi paesi.

| Paese                 | Disegnatore                           | Produttore                                                                   | Esemplari coniati | Recto | Verso | Istituzione                                                           |
| Belgio                | Paul DuBois                           |                                                                              | 300 000 - 350 000 |       |       | Decreto Reale del 15 luglio 1919                                      |
| Brasile               | Jorge Soubre                          | - Casa da Moeda, Rio                                                         | circa 2 500       |       |       | Decreto n° 16.074 del 22 giugno 1923                                  |
| Cecoslovacchia        | Otakar Španiel                        | - Zecca di Kremnica                                                          | circa 89 500      |       |       | Decreto del 27 luglio 1920                                            |
| Cuba                  | Charles Charles                       | - Etablissements Chobillon                                                   | 6 000 - 7 000     |       |       | Decreto n° 905 del 10 giugno 1922                                     |
| Francia               | Pierre Alexandre Morlon (1878 - 1951) | - Monnaie de Paris                                                           | circa 2 000 000   |       |       | Legge del 20 luglio 1922                                              |
| Francia               | Charles Charles                       | - Etablissements Chobillon                                                   |                   |       |       |                                                                       |
| Francia               | - M. Pautot - Louis Octave Mattei     |                                                                              |                   |       |       |                                                                       |
| Giappone              | Masakichi Hata (1882 - 1966)          | - Zecca di Osaka                                                             | circa 400 000     |       |       | Editto imperiale n° 406 del 17 settembre 1920                         |
| Gran Bretagna         | William McMillan                      | - Woolwich Arsenal - Wright & Son                                            | più di 6 334 522  |       |       | Decreto del 1º settembre 1919                                         |
| Grecia                | Henry-Eugène Nocq (1868-1944)         | - V. Canale                                                                  | circa 200 000     |       |       | Legge del 22 settembre 1920                                           |
| Italia                | Gaetano Orsolini                      | - Sacchini-Milano - S.Johnson-Milano - F.M.Lorioli & Castelli-Milano         | circa 2 000 000   |       |       | Regio Decreto n° 1918 del 16 dicembre 1920                            |
| Polonia               | Vlaitov                               | - Zecca di Kremnica                                                          |                   |       |       | Coniazione non ufficiale.                                             |
| Portogallo            | João da Silva                         | - Da Costa                                                                   | circa 100 000     |       |       | Decreto del 15 luglio 1919                                            |
| Romania               | Constantin Kristescu (1871-1928)      | - Arthus-Bertrand, Parigi                                                    | circa 300 000     |       |       | Decreto Supremo n° 3.390/921 del 20 Luglio 1921                       |
| Siam (Thailandia)     | Itthithepsan Kritakara (1890-1935)    |                                                                              | circa 1 500       |       |       |                                                                       |
| Stati Uniti d'America | James Earle Fraser                    | - Arts Metal Works Inc. - S.G.Adams Stamp & Stationary Co. - Jos. Mayer Inc. | circa 2 500 000   |       |       | Ordine Generale del Dipartimento della Guerra n° 48 del 9 aprile 1919 |
| Sud Africa            | William McMillan                      | - Woolwich Arsenal                                                           | circa 75 000      |       |       | Decreto del 1º settembre 1919                                         |

(Fonte principale: The interallied victory medals of world war I di Alexander J. Laslo, Dorado Publishing, Albuquerque. Edizione 1986)